# 152-га навчально-польова дивізія (Третій Рейх)
152-га навчально-польова дивізія (Третій Рейх) (нім. 152. Feldausbildungs-Division) — навчальна піхотна дивізія Вермахту за часів Другої світової війни.

## Історія
152-га навчально-польова дивізія була створена 12 березня 1945 року шляхом переформування резервних частин, на Середньому Рейні. Формування та підготовка дивізії не були завершені до закінчення війни у травні 1945 року. Підрозділи у районах зосередження та формування використовувалися для формування запасних команд для фронтових підрозділів. Одночасно підрозділи 151-ї дивізії виконували завдання із забезпечення безпеки в глибині фронту та на передовій лінії разом з кадровими піхотними дивізіями, що діяли на Західному фронті.

## Райони бойових дій
- Німеччина (березень — травень 1945)

### Підпорядкованість
| Час      | Корпус | Армія | Група армій (округ) | Штаб      |
| -------- | ------ | ----- | ------------------- | --------- |
| 1945     |        |       |                     |           |
| березень | —      | —     | —                   | Німеччина |

### Склад
| Березень 1945                                |
| -------------------------------------------- |
| 1310-й навчально-польовий гренадерський полк |
| 1311-й навчально-польовий гренадерський полк |
| 1312-й навчально-польовий гренадерський полк |
| 152-й об'єднаний дивізійний відділ           |